# Тофана (гора)
Тофана (итал. Tofane) — горная вершина в Доломитовых Альпах к западу от Кортины д’Ампеццо. Расположена в области Венеция, провинция Беллуно, северной Италии.
Максимальная высота — 3243 м. 